# Meridulia
Meridulia là một chi bướm đêm thuộc họ Tortricidae.

## Các loài
- Meridulia chaenostium Razowski & Wojtusiak, 2006
- Meridulia meridana Razowski & Wojtusiak, 2006
- Meridulia zerpana Razowski & Wojtusiak, 2006